# John Boor
John Boor (falecido em 1402) foi um cónego de Windsor de 1389 a 1402 e decano da Capela Real.

## Carreira
Ele foi nomeado:
- Reitor de São Creed, Grantpound 1384
- Decano da Capela Real
- Reitor da Igreja de São João Batista, Westbourne 1397 - 1399
- Prebendário dos Portões em Chichester 1390 - 1397
- Prebendário de Middleton em Wherwell
- Prebendário de Charminster
- Prebendário de Oundle
- Prebendário de Shaftesbury
- Prebendário de Bridgnorth
- Decano da Igreja de São Buryan, Cornualha.

Ele foi nomeado para a décima segunda bancada da Capela de São Jorge, Castelo de Windsor, em 1398, e ocupou a posição até 1402.